# 동앵글인의 왕
동앵글인의 왕(고대 영어: Ēastengla Cyning 에스트앵글라 퀴닝그)은 이스트앵글리아 왕국의 국가원수다.

## 목록

### 이스트앵글리아 왕조 (571년 ~ 794년)
- 웨하 (571년경)
- 우파 (571년 ~ 578년)
- 튀틸라 (578년 ~ ?)
- 래드왈드 (599년 ~ 624년)
- 외르프왈드 (624년 ~ 627년)
- 리치버트 (627년 ~ 630년)
- 시거브뤼트 (629년 ~ 634년)
- 에크그리크 (630년 ~ 636년) : 시거브뤼트와 공동통치
- 안나 (636년 ~ 653년)
- 애설헤레 (653년 ~ 655년)
- 애설왈드 (655년 ~ 663년)
- 에알둘프 (663년 ~ 713년)
- 앨프왈드 (713년 ~ 749년)
- 뵌나  (749년 ~ 760년)
- 애설버트 1세  (749년 ~ 760년) : 뵌나와 공동통치
- 애셀레드 1세  (760년? ~ 770년?)
- 애설버트 2세 (779년? ~ 794년?)

### 머시아 왕조 (794년 ~ 796년)
- 오파 (794년 ~ 796년) : 머시아가 이스트앵글리아를 정복하며 이스트앵글리아의 지배권을 가지게 됨.

### 이스트앵글리아 왕조 (796년 ~ 798년)
- 에아드왈드 (796년 ~ 798년)

### 머시아 왕조 (798년 ~ 826년)
- 첸울프 (798년 ~ 821년)
- 체올울프 (821년 ~ 823년)
- 뵈른울프 (823년 ~ 826년)

### 이스트앵글리아 왕조 (827년 ~ 879년)
- 애설스탠 (827년 ~ 845년)
- 애설웨아드 (845년 ~ 855년)
- 에아드문드 순교왕 (855년 ~ 869년)
- 오수알데 (869년 ~ 879년)
- 애설레드 2세 (? ~ 879년) : 오즈월드와 공동통치

### 데인 왕조 (879년 ~ 918년)
- 구스룸 1세 (879년 ~ 890년)
- 외흐리크 (890년 ~ 902년)
- 애설우올드  (902년경)
- 구스룸 2세 (902년 ~ 918년)

## 같이 보기
- 이스트앵글리아 왕국